# Liste der Baudenkmäler in Oberostendorf

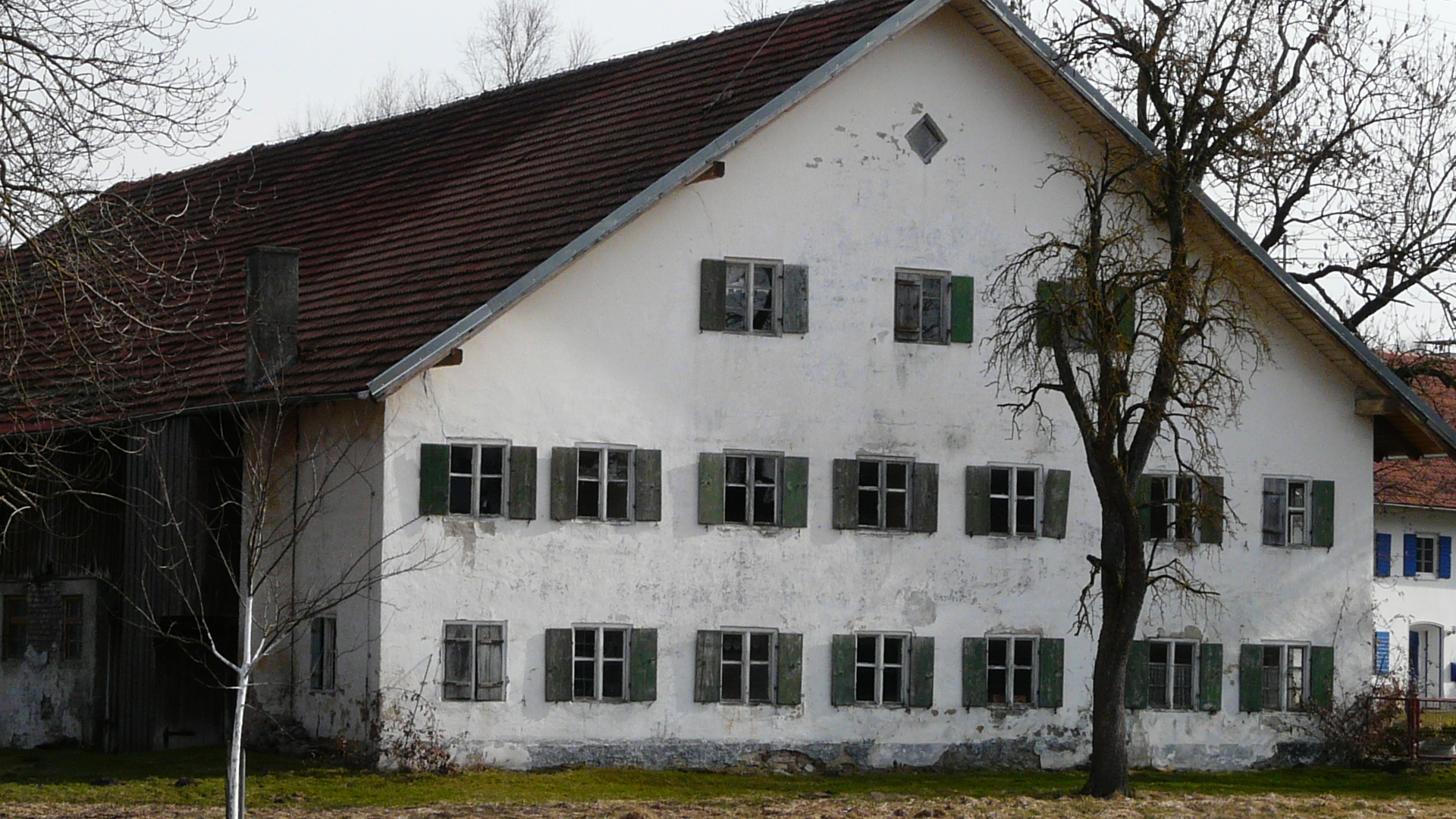
Typisches schwäbisches Bauernhaus im Ortsteil Lengenfeld

Auf dieser Seite sind die Baudenkmäler in der schwäbischen Gemeinde Oberostendorf zusammengestellt. Diese Tabelle ist eine Teilliste der Liste der Baudenkmäler in Bayern. Grundlage ist die Bayerische Denkmalliste, die auf Basis des Bayerischen Denkmalschutzgesetzes vom 1. Oktober 1973 erstmals erstellt wurde und seither durch das Bayerische Landesamt für Denkmalpflege geführt wird. Die folgenden Angaben ersetzen nicht die rechtsverbindliche Auskunft der Denkmalschutzbehörde.

## Baudenkmäler nach Ortsteilen

### Oberostendorf
| Lage                         | Objekt                             | Beschreibung | Akten-Nr.    | Bild                   |
| ---------------------------- | ---------------------------------- | --- | ------------ | ---------------------- |
| Kardinalstraße 31 (Standort) | Bauernhaus                         | Mittertennbau mit Flachdach und Wiederkehr (19. Jahrhundert), über Tenne bezeichnet 1785. – saniert 2006                                                      | D-7-77-155-4 | Bauernhaus             |
| Kirchstraße 1 (Standort)     | Gasthof Adler                      | langgestreckter, stattlicher Satteldachbau, im Kern 18. Jahrhundert, im 19. Jahrhundert wesentlich überformt, der ehem. Wirtschaftsteil durch Neubau ersetzt. | D-7-77-155-5 | Gasthof Adler          |
| Kirchstraße 2 (Standort)     | Ehem. Benefiziatenhaus             | Flachdachhaus mit Kniestock auf Korbbogentor Ende 18. Jahrhundert – am 27.02.2022 durch Brand beschädigt                                                      | D-7-77-155-6 | Ehem. Benefiziatenhaus |
| Kirchstraße 3 (Standort)     | Wallfahrtskirche Mariä Himmelfahrt | Baukern um 1497, Turmerhöhung 1681 von Kaspar Feichtmayr, Barockisierung 1685, Umgestaltung 1747 von Franz Kleinhans; mit Ausstattung.                        | D-7-77-155-1 | weitere Bilder         |
| Mühlweg 3 (Standort)         | Mühle                              | Wohnhaus, um 1850, erneuert, 2 Biedermeiertüren mit Messingbeschlägen, um 1850.                                                                               | D-7-77-155-7 | Mühle                  |
| Schulweg 2 (Standort)        | Bauernhaus                         | Flachdachhaus mit Kniestock, noch 18. Jahrhundert | D-7-77-155-8 | Bauernhaus             |

### Gutenberg
| Lage                                                             | Objekt                                 | Beschreibung | Akten-Nr.     | Bild              |
| ---------------------------------------------------------------- | -------------------------------------- | --- | ------------- | ----------------- |
| Hörmannstraße (Standort)                                         | Friedhofskapelle                       | ursprünglich 1579, Obergeschoss wohl 1711; mit Ausstattung.                                                                                              | D-7-77-155-10 | Friedhofskapelle  |
| Hörmannstraße 3 (Standort)                                       | Pfarrhaus                              | Satteldachbau mit Wirtschaftsteil, 1793/94. | D-7-77-155-11 | Pfarrhaus         |
| Hörmannstraße 4 (Standort)                                       | Pfarrkirche St. Margareth              | Turmunterbau und Langhauskern spätgotisch, Chor und Sakristei, Turmerhöhung und Langhausausbau 1790/91; Hörmann-Kapelle, 1556 angebaut; mit Ausstattung. | D-7-77-155-9  | weitere Bilder    |
| Hörmannstraße 18 (Standort)                                      | Bauernhaus                             | Mitterstallbau mit aufgesteiltem Flachdach und Kniestock, gut erneuert, 2. Viertel 19. Jahrhundert; Stadel, Ständerbau; über der Tenne bez. 1771.        | D-7-77-155-12 | Bauernhaus        |
| Hörmannstraße 24 (Standort)                                      | Stadel                                 | Zugehöriger Stadel, z. T. verschalter Ständerbau, Ende 18. und 19. Jahrhundert                                                                           | D-7-77-155-13 | Stadel            |
| Hörmannstraße 25 (Standort)                                      | Bauernhaus                             | Wohnteil mit Flachdach auf Kniestock, Mitte 19. Jahrhundert                                                                                              | D-7-77-155-14 | Bauernhaus        |
| Hörmannstraße 28 (Standort)                                      | Bauernhaus                             | eingebaut Reste des ehem. Schlosses (1730), wie Westwand und Keller.                                                                                     | D-7-77-155-15 | Bauernhaus        |
| Mühlenweg 3 (Standort)                                           | Mühle                                  | Satteldachbau, 1761; mit Ausstattung. | D-7-77-155-16 | Mühle             |
| Schulstraße 2 (Standort)                                         | Ehem. Richterhaus                      | mit Walmdach, 2. Hälfte 18. Jahrhundert | D-7-77-155-17 | Ehem. Richterhaus |
| Waldweg (Standort)                                               | Steinkreuz                             | errichtet nach 1633; | D-7-77-155-19 | Steinkreuz        |
| 300 m südwestlich an der Straße nach Untergermaringen (Standort) | Katholische Kapelle Hl. Dreifaltigkeit | erbaut 1704, Vorhalle 1791; mit Ausstattung; | D-7-77-155-18 | weitere Bilder    |

### Lengenfeld
| Lage                                                      | Objekt                   | Beschreibung | Akten-Nr.     | Bild           |
| --------------------------------------------------------- | ------------------------ | --- | ------------- | -------------- |
| Hofbergstraße (bei Nr. 2) (früher Haus Nr. 35) (Standort) | Bauernhaus               | Mitterstallbau mit Satteldach und Bundwerk-Kniestock, 2. Viertel 19. Jahrhundert                                               | D-7-77-155-22 | Bauernhaus     |
| am südlichen Ortsausgang ()                               | Steinkreuz               | spätmittelalterlich | D-7-77-155-23 | Steinkreuz     |
| St.-Nikolaus-Straße 8 (Standort)                          | Pfarrkirche St. Nikolaus | Turmunterbau und Kern des Langhauses spätmittelalterlich, 1707 Chorneubau und Turmoberteil von Joseph Miller; mit Ausstattung. | D-7-77-155-20 | weitere Bilder |

### Unterostendorf
| Lage                       | Objekt                   | Beschreibung                                                                                     | Akten-Nr.     | Bild                     |
| -------------------------- | ------------------------ | ------------------------------------------------------------------------------------------------ | ------------- | ------------------------ |
| Dorfstraße 18 (Standort)   | Filialkirche St. Stephan | Turmunterbau und Baukern spätgotisch, Umgestaltung 1752/53 von Franz Kleinhans; mit Ausstattung. | D-7-77-155-24 | Filialkirche St. Stephan |
| Dorfstraße 18 (Standort)   | Steinkreuz               | spätmittelalterlich;                                                                             | D-7-77-155-27 | Steinkreuz               |
| Dorfstraße 19 (Standort)   | Stadel                   | Zugehöriger stattlicher Stadel, Ständerbau mit Satteldach und ausführlicher Bauinschrift 1824.   | D-7-77-155-25 | Stadel                   |
| Wiesenstraße 18 (Standort) | Bauernhaus               | Flachdach auf Bundwerkkniestock, mit späterem Wiederkehr, 1. Drittel 19. Jahrhundert             | D-7-77-155-26 | Bauernhaus               |

## Ehemalige Baudenkmäler
In diesem Abschnitt sind Objekte aufgeführt, die früher einmal in der Denkmalliste eingetragen waren, jetzt aber nicht mehr. Objekte, die in anderem Zusammenhang also z. B. als Teil eines Baudenkmals weiter eingetragen sind, sollen hier nicht aufgeführt werden. Aktennummern in diesem Abschnitt sind ehemalige, jetzt nicht mehr gültige Aktennummern.

| Lage                                          | Objekt            | Beschreibung                                                      | Akten-Nr.     | Bild |
| --------------------------------------------- | ----------------- | ----------------------------------------------------------------- | ------------- | ---- |
| Lengenfeld Kirchweihtaler Straße 2 (Standort) | Ständerbau-Stadel | Zugehöriger Ständerbau-Stadel mit doppelten Kopfbändern, um 1800. | D-7-77-155-21 | BW   |